# Fred Åkerström

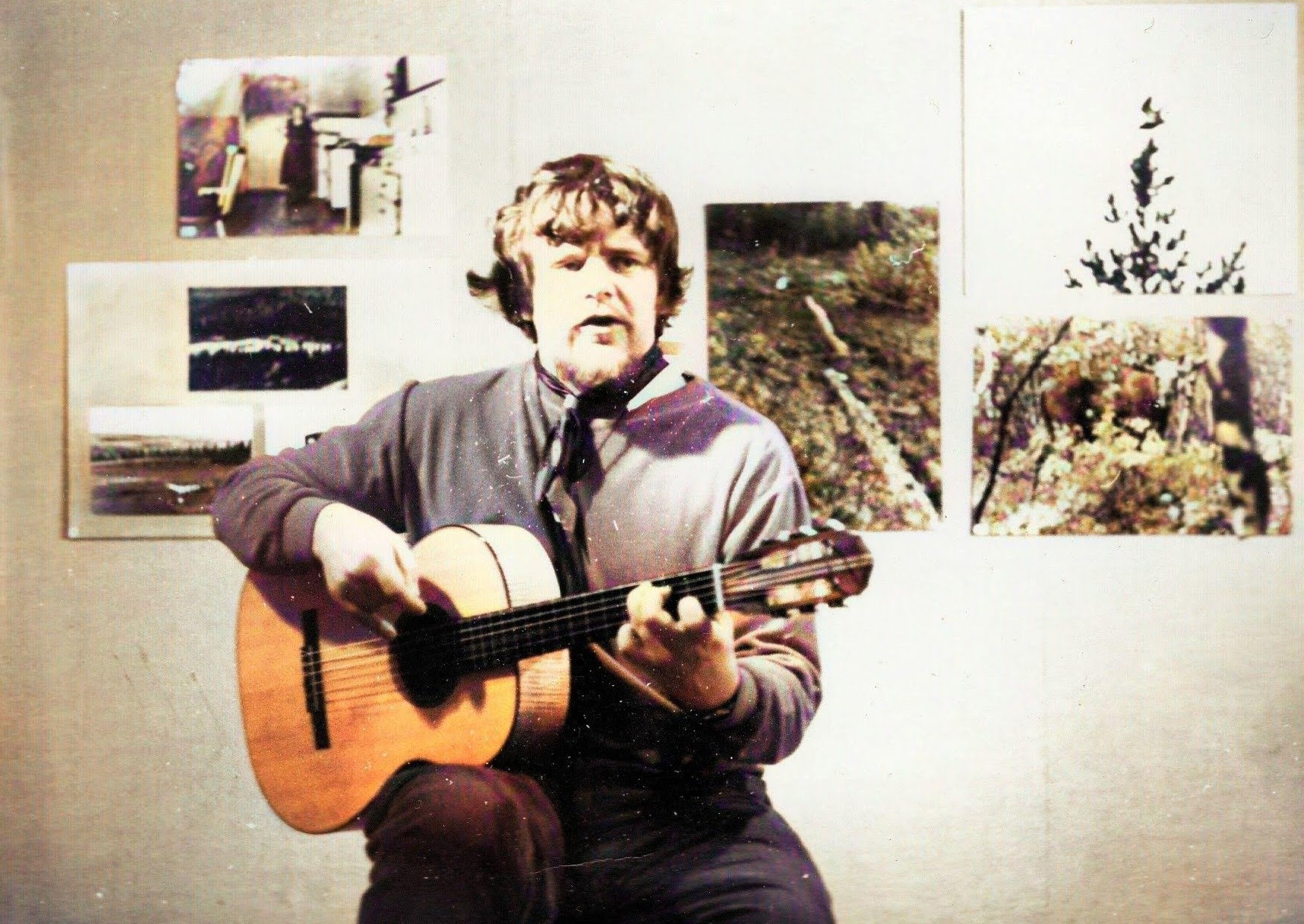
Fred Åkerström (1970)

Fred Åkerström (* 27. Januar 1937 als Bo Gunnar Åkerström in Stockholm; † 9. August 1985 in Karlskrona) war ein schwedischer Liedermacher und Sänger.

## Karriere
Fred Åkerström war mit seiner Baritonstimme seit Mitte der 1960er Jahre einer der führenden Sänger Schwedens. Vor allem war er für Interpretationen von Liedern Carl Michael Bellmans bekannt, seine Interpretationen trugen zur Popularität Ruben Nilsons bei. 
Åkerströms bekanntestes Lied ist jedoch wahrscheinlich Jag ger dig min morgon, eine schwedische Übersetzung von Tom Paxtons I Give You the Morning.
1964 ging Åkerström mit Ann-Louise Hanson und Cornelis Vreeswijk auf Tournee.

## Diskografie (Auswahl)
Alben

| Jahr | Titel                 | Höchstplatzierung, Gesamtwochen, AuszeichnungChartsChartplatzierungen (Jahr, Titel, Platzierungen, Wochen, Auszeichnungen, Anmerkungen) | Anmerkungen |
| Jahr | Titel                 | SE | Anmerkungen |
| ---- | --------------------- | --- | ----------- |
| 1976 | Glimmande nymf        | SE25 (4 Wo.)SE |             |
| 1977 | Vila vid denna källa  | SE15 (9 Wo.)SE |             |
| 1979 | Sjöfolk – Landkrabbor | SE30 (2 Wo.)SE |             |
| 1997 | Guldkorn              | SE13 (25 Wo.)SE |             |
| 2003 | Freds Bästa           | SE6 (13 Wo.)SE |             |